# Carlo III Filippo del Palatinato
Carlo III Filippo di Wittelsbach-Neuburg (Neuburg an der Donau, 4 novembre 1661 – Mannheim, 31 dicembre 1742) fu un membro della casata dei Wittelsbach. Fu elettore palatino, duca del Palatinato-Neuburg, e duca di Jülich e Berg dal 1716 al 1742.

## Biografia
Nato a Neuburg an der Donau, era il settimo dei 17 figli di Filippo Guglielmo del Palatinato e di Elisabetta Amalia d'Assia-Darmstadt.
Succedette al fratello Giovanni Guglielmo del Palatinato alla sua morte, nel 1716. Spostò la capitale del Palatinato da Heidelberg alla nuova città di Mannheim nel 1720. Alla sua morte, nel 1742, la linea del Palatinato-Neuburg si estinse e il Palatinato (inclusi Neuburg, Jülich e Berg) venne ereditato dalla linea del Palatinato-Sulzbach, sempre della famiglia Wittelsbach.
A Mannheim Carlo III Filippo e suo nipote poi diedero un forte impulso alla cultura creando una delle migliori orchestre d'Europa. Sotto la direzione di musicisti come Johann Stamitz e Carlo Grua, l'orchestra della cappella venne lodata anche da grandi musicisti come Leopold e Wolfgang Amadeus Mozart.

## Matrimoni e figli

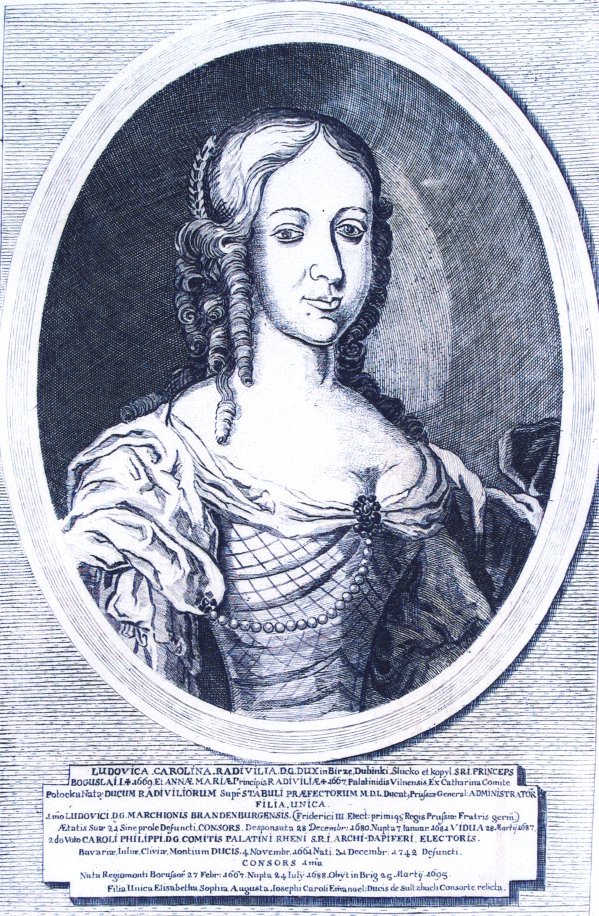
Ludovica Carolina Radivilia, illustrazione da Icones familiae ducalis Radvilianae.

Carlo III Filippo si sposò il 10 agosto 1688 a Berlino, la principessa Ludwika Karolina Radziwiłł (1667-1695), figlia del principe Bogusław Radziwiłł e vedova del principe Luigi di Brandeburgo (1666-1687), figlio del margravio Federico Guglielmo I di Brandeburgo. Da questo matrimonio nacquero quattro figli:
- Leopoldina Eleonora Giuseppina (1689-1693);
- Maria Anna (1690-1692);
- Elisabetta Augusta Sofia (1693-1728) sposò Giuseppe Carlo del Palatinato-Sulzbach (1694-1729);
- un figlio nato e morto nel 1695.

Vedovo della prima moglie, il 15 dicembre 1701 si risposò a Cracovia con la principessa Teresa Caterina Lubomirska di Ostrog (n.1685), figlia del principe Giuseppe Carlo Lubomirsky von Ostrog, matrimonio da cui nacquero due eredi:
- Teofila Elisabetta Francesca (1703-1705);
- Anna Elisabetta Teofila (1709-1712).

Nel 1729, morganaticamente, sposò la contessa Violante Teresa di Thurn und Taxis.

## Ascendenza
|                                           |                           |                                   | Genitori                            |  |  | Nonni |  |  | Bisnonni                             |  |  | Trisnonni                           |  |
|                                           |                           |                                   |                                     |  |  |       |  |  | Filippo Luigi del Palatinato-Neuburg |  |  | Volfango del Palatinato-Zweibrücken |  |
|                                           |                           |                                   |                                     |  |  |       |  |  | Filippo Luigi del Palatinato-Neuburg |  |  | Volfango del Palatinato-Zweibrücken |  |
|                                           |                           | Anna d'Assia                      |                                     |  |  |       |  |  | Filippo Luigi del Palatinato-Neuburg |  |  |                                     |  |
| Volfango Guglielmo del Palatinato-Neuburg |                           |                                   |                                     |  |  |       |  |  | Filippo Luigi del Palatinato-Neuburg |  |  |                                     |  |
|                                           |                           | Anna di Jülich-Kleve-Berg         | Guglielmo di Jülich-Kleve-Berg      |  |  |       |  |  |                                      |  |  |                                     |  |
|                                           |                           | Anna di Jülich-Kleve-Berg         | Guglielmo di Jülich-Kleve-Berg      |  |  |       |  |  |                                      |  |  |                                     |  |
|                                           |                           | Anna di Jülich-Kleve-Berg         | Maria d'Austria                     |  |  |       |  |  |                                      |  |  |                                     |  |
| Filippo Guglielmo del Palatinato          |                           | Anna di Jülich-Kleve-Berg         |                                     |  |  |       |  |  |                                      |  |  |                                     |  |
|                                           |                           | Guglielmo V di Baviera            | Alberto V di Baviera                |  |  |       |  |  |                                      |  |  |                                     |  |
|                                           |                           | Guglielmo V di Baviera            | Alberto V di Baviera                |  |  |       |  |  |                                      |  |  |                                     |  |
|                                           |                           | Guglielmo V di Baviera            | Anna d'Austria                      |  |  |       |  |  |                                      |  |  |                                     |  |
| Maddalena di Baviera                      |                           | Guglielmo V di Baviera            |                                     |  |  |       |  |  |                                      |  |  |                                     |  |
|                                           |                           | Renata di Lorena                  | Francesco I di Lorena               |  |  |       |  |  |                                      |  |  |                                     |  |
|                                           |                           | Renata di Lorena                  | Francesco I di Lorena               |  |  |       |  |  |                                      |  |  |                                     |  |
|                                           |                           | Renata di Lorena                  | Cristina di Danimarca               |  |  |       |  |  |                                      |  |  |                                     |  |
| Carlo III Filippo del Palatinato          |                           | Renata di Lorena                  |                                     |  |  |       |  |  |                                      |  |  |                                     |  |
|                                           | Luigi V d'Assia-Darmstadt | Giorgio I d'Assia-Darmstadt       |                                     |  |  |       |  |  |                                      |  |  |                                     |  |
|                                           | Luigi V d'Assia-Darmstadt | Giorgio I d'Assia-Darmstadt       |                                     |  |  |       |  |  |                                      |  |  |                                     |  |
|                                           | Luigi V d'Assia-Darmstadt | Maddalena di Lippe                |                                     |  |  |       |  |  |                                      |  |  |                                     |  |
| Giorgio II d'Assia-Darmstadt              | Luigi V d'Assia-Darmstadt |                                   |                                     |  |  |       |  |  |                                      |  |  |                                     |  |
|                                           |                           | Maddalena di Brandeburgo          | Giovanni Giorgio di Brandeburgo     |  |  |       |  |  |                                      |  |  |                                     |  |
|                                           |                           | Maddalena di Brandeburgo          | Giovanni Giorgio di Brandeburgo     |  |  |       |  |  |                                      |  |  |                                     |  |
|                                           |                           | Maddalena di Brandeburgo          | Elisabetta di Anhalt-Zerbst         |  |  |       |  |  |                                      |  |  |                                     |  |
| Elisabetta Amalia d'Assia-Darmstadt       |                           | Maddalena di Brandeburgo          |                                     |  |  |       |  |  |                                      |  |  |                                     |  |
|                                           |                           | Giovanni Giorgio I di Sassonia    | Cristiano I di Sassonia             |  |  |       |  |  |                                      |  |  |                                     |  |
|                                           |                           | Giovanni Giorgio I di Sassonia    | Cristiano I di Sassonia             |  |  |       |  |  |                                      |  |  |                                     |  |
|                                           |                           | Giovanni Giorgio I di Sassonia    | Sofia di Brandeburgo                |  |  |       |  |  |                                      |  |  |                                     |  |
| Sofia Eleonora di Sassonia                |                           | Giovanni Giorgio I di Sassonia    |                                     |  |  |       |  |  |                                      |  |  |                                     |  |
|                                           |                           | Maddalena Sibilla di Hohenzollern | Alberto Federico di Prussia         |  |  |       |  |  |                                      |  |  |                                     |  |
|                                           |                           | Maddalena Sibilla di Hohenzollern | Alberto Federico di Prussia         |  |  |       |  |  |                                      |  |  |                                     |  |
|                                           |                           | Maddalena Sibilla di Hohenzollern | Maria Eleonora di Jülich-Kleve-Berg |  |  |       |  |  |                                      |  |  |                                     |  |
|                                           |                           | Maddalena Sibilla di Hohenzollern |                                     |  |  |       |  |  |                                      |  |  |                                     |  |